# Naisten SM-sarja 2004/05
Die Saison 2004/05 war die 23. Austragung der höchsten finnischen Fraueneishockeyliga, der Naisten SM-sarja. Die Ligadurchführung erfolgte durch den finnischen Eishockeybund Suomen Jääkiekkoliitto.

## Modus
Zunächst spielten alle Mannschaften eine Doppelrunde. Die ersten beiden Mannschaften der Vorrunde qualifizierten sich direkt für das Play-off-Halbfinale, während die weiteren vier Teilnehmer im Viertelfinale zwei weitere Teilnehmer am Halbfinale ausspielten. Die beiden Viertelfinal-Verlierer spielten in den Play-downs den Teilnehmer an der Relegation aus. 
Die Viertel- und Halbfinale wurden im Modus Best-of-Three durchgeführt, das Finale im Modus Best-of-Five. Um den dritten Platz gab es lediglich ein Spiel.

## Hauptrunde
In der Hauptrunde wurden eine Doppelrunde (zwei Hin- und Rückspiele) gespielt. Die ersten beiden Mannschaften qualifizierten sich direkt für das Halbfinale.

### Tabelle
| Platz | Name                   | Spiele | S  | SnV | U | NnV | N  | Punkte | Tore   |
| ----- | ---------------------- | ------ | -- | --- | - | --- | -- | ------ | ------ |
| 1.    | Espoo Blues            | 20     | 19 | 0   | 0 | 0   | 1  | 38     | 99:29  |
| 2.    | Ilves Tampere          | 20     | 17 | 0   | 0 | 0   | 3  | 34     | 101:30 |
| 3.    | Kärpät Oulu            | 20     | 10 | 0   | 0 | 0   | 10 | 20     | 57:54  |
| 4.    | IHK Helsinki           | 20     | 8  | 0   | 0 | 0   | 12 | 16     | 65:80  |
| 5.    | Tappara Tampere        | 20     | 2  | 0   | 2 | 0   | 16 | 6      | 30:88  |
| 6.    | Jyväskylän Hockey Cats | 20     | 2  | 0   | 2 | 0   | 16 | 6      | 32:103 |

### Beste Scorerinnen
| Pl. | Spieler             | Team  | Tore | Assists | Punkte |
| --- | ------------------- | ----- | ---- | ------- | ------ |
| 1.  | Karoliina Rantamäki | Blues | 21   | 18      | 39     |
| 2.  | Saara Tuominen      | Blues | 14   | 23      | 37     |
| 3.  | Mari Pehkonen       | Ilves | 19   | 14      | 33     |
| 4.  | Anne Helin          | IHK   | 14   | 12      | 26     |
| 5.  | Eveliina Similä     | Ilves | 13   | 11      | 24     |
| 6.  | Sari Fisk           | Blues | 11   | 13      | 24     |
| 7.  | Johanna Koivula     | Ilves | 12   | 11      | 23     |
| 8.  | Oona Parviainen     | Blues | 12   | 10      | 22     |
| 9.  | Marjo Voutilainen   | Blues | 7    | 15      | 22     |
| 10. | Mari Saarinen       | Ilves | 13   | 8       | 21     |

## Play-offs

### Viertelfinale
|                                | Serie | 29. Januar 2005     | 30. Januar 2005     | 2. Februar 2005     |
| ------------------------------ | ----- | ------------------- | ------------------- | ------------------- |
| IHK Helsinki – Tappara Tampere | 2:1   | 2:3 (1:1, 1:0, 0:2) | 5:4 (1:3, 3:1, 1:0) | 7:0 (2:0, 4:0, 1:0) |
| Kärpät Oulu – Hockey Cats      | 2:0   | 4:1 (1:1, 2:0, 1:0) | 6:1 (1:1, 2:0, 3:0) | –                   |

### Halbfinale
In den Halbfinalspielen am 16. und 19. Februar 2005 traten die qualifizierten Mannschaften nach dem Modus Best-of-Three gegeneinander an; dabei spielte der 1. gegen den schlechter platzierten Viertelfinalsieger und der 2. gegen den besser platzierten. Die besser platzierte Mannschaft hatte dabei zuerst Heimrecht.
|                             | Serie | 16. Februar 2005    | 19. Februar 2005    | 3 |
| --------------------------- | ----- | ------------------- | ------------------- | - |
| Espoo Blues – IHK Helsinki  | 2:0   | 3:1 (0:1, 2:0, 1:0) | 4:3 (3:0, 0:2, 1:1) | – |
| Ilves Tampere – Kärpät Oulu | 2:0   | 4:2 (0:1, 3:0, 1:1) | 3:0 (0:0, 2:0, 1:0) | – |

### Spiel um Platz 3
Um den dritten Platz wurde lediglich ein Spiel ausgetragen. 
| 26. Februar 2005 | Kärpät Oulu | 7:5 (3:2, 3:2, 1:1) | IHK Helsinki |  |

### Finale
Die Finalserie im Modus Best-of-Five war nach drei Spielen beendet.
|                             | Serie | 26. Februar 2005    | 27. Februar 2005               | 2. März 2005        | 4 | 5 |
| --------------------------- | ----- | ------------------- | ------------------------------ | ------------------- | - | - |
| Espoo Blues – Ilves Tampere | 3:0   | 3:2 (1:0, 0:1, 2:1) | 3:2 n. V. (1:1, 0:0, 1:1, 1:0) | 6:0 (0:0, 2:0, 4:0) | – | – |

### Beste Scorerinnen
| Pl. | Spieler             | Team   | Tore | Assists | Punkte |
| --- | ------------------- | ------ | ---- | ------- | ------ |
| 1.  | Karoliina Rantamäki | Blues  | 5    | 4       | 9      |
| 2.  | Kati Kovalainen     | IHK    | 2    | 7       | 9      |
| 3.  | Anne Helin          | IHK    | 7    | 1       | 8      |
| 4.  | Petra Vaarakallio   | Blues  | 6    | 2       | 8      |
| 5.  | Eini Lehtinen       | Kärpät | 5    | 2       | 7      |

## Play-downs
In der Play-downs traten die beiden Verlierer des Viertelfinales gegeneinander an. Der Gewinner hatte den Klassenerhalt geschafft, der Verlierer musste sich in der Relegation gegen den Erstplatzierten der I-Divisioona um den verbleibenden Platz in der SM-sarja kämpfen.
|                 |   |                | Serie | 17. Februar 2005    | 19. Februar 2005    | 20. Februar 2005                    |
| --------------- | - | -------------- | ----- | ------------------- | ------------------- | ----------------------------------- |
| Tappara Tampere | – | Cats Jyväskylä | 1:2   | 3:0 (1:0, 1:0, 1:0) | 2:4 (1:1, 0:2, 1:1) | 3:4 n. P. (0:1, 2:1, 1:1, 0:0, 0:1) |

## Relegation
Die Mannschaft Tappara Tampere konnte sich gegen Sieger der I-Divisioona, TPS Turku, behaupten, so dass es weder Auf- noch Absteiger gab.
|                 |   |           | Serie | 26. Februar 2005    | 27. Februar 2005    | 5. März 2005        |
| --------------- | - | --------- | ----- | ------------------- | ------------------- | ------------------- |
| Tappara Tampere | – | TPS Turku | 2:1   | 5:2 (3:0, 0:0, 2:2) | 2:3 (1:2, 0:1, 1:0) | 5:4 (0:3, 2:0, 3:1) |

## I-divisioona
| Platz | Name                     | Spiele | S  | SnV | U | NnV | N  | Punkte | Tore   |
| ----- | ------------------------ | ------ | -- | --- | - | --- | -- | ------ | ------ |
| 1.    | TPS Turku                | 14     | 12 | 1   | 0 | 0   | 1  | 26     | 120:46 |
| 2.    | LoKV Lohja               | 14     | 11 | 0   | 0 | 0   | 3  | 22     | 73:38  |
| 3.    | IHK Helsinki II          | 14     | 10 | 0   | 0 | 1   | 3  | 21     | 73:36  |
| 4.    | Etelä-Vantaan Urheilijat | 14     | 8  | 1   | 0 | 0   | 5  | 18     | 92:43  |
| 5.    | Ilves Ylöjärvi           | 14     | 6  | 0   | 0 | 0   | 8  | 12     | 53:49  |
| 6.    | APV Kuortane             | 14     | 5  | 0   | 0 | 1   | 8  | 11     | 66:62  |
| 7.    | KalPa Kuopio             | 14     | 2  | 0   | 0 | 0   | 12 | 4      | 36:103 |
| 8.    | Leppävirran Kiekko-75    | 14     | 0  | 0   | 0 | 0   | 14 | 0      | 26:162 |

Damit hatte sich die Mannschaft TPS Turku für die Relegation zur höchsten Liga qualifiziert.